# Akira Watanabe
Akira Watanabe (Utsunomiya, 1954) is een Japans voormalig motorcrosser.

## Carrière
Watanabe werd in 1978 Wereldkampioen motorcross 125cc, rijdend voor Suzuki. Tot op heden is hij de enige Japanse motorcrosser die een wereldtitel behaalde.

## Palmares
- 1978: Wereldkampioen 125cc